# جوزيف غارلاند
جوزيف غارلاند (بالإنجليزية: Joseph Garland)‏ هو جراح وسياسي أمريكي، ولد في 22 يناير 1822، وتوفي في 4 سبتمبر 1902. حزبياً، نشط في الحزب الجمهوري.